# كليفورد ك. آيرلادند
كليفورد ك. آيرلادند (بالإنجليزية: Clifford Cady Ireland)‏ هو محامي وسياسي أمريكي، ولد في 14 فبراير 1878 في واشبورن في الولايات المتحدة، وتوفي في 24 مايو 1930 في شيكاغو في الولايات المتحدة. حزبياً، نشط في الحزب الجمهوري. وقد انتخب عضو مجلس النواب الأمريكي.